# Luftangriffe auf Augsburg

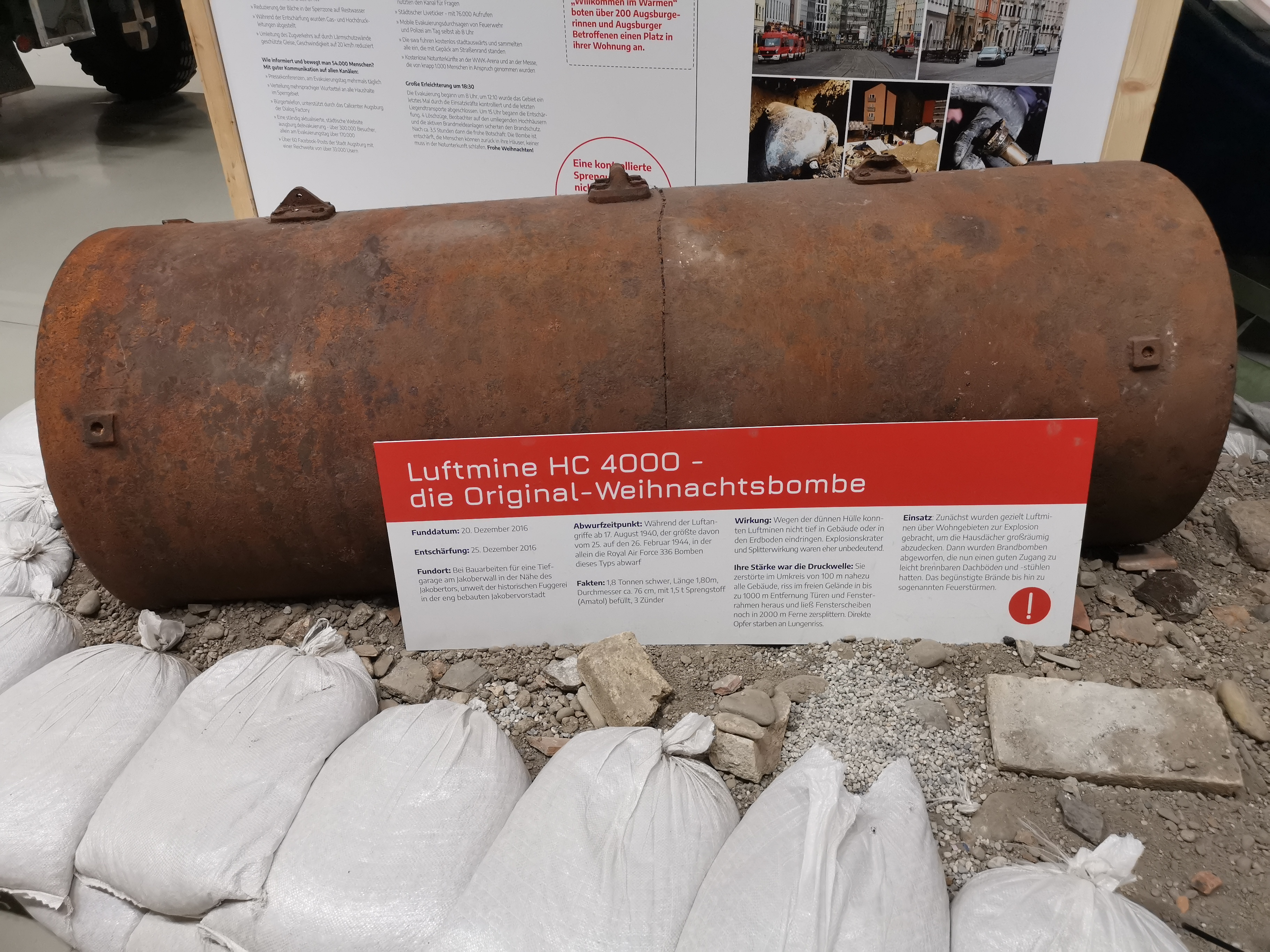
2016 in Augsburg gefundene Luftmine in einer Ausstellung im Feuerwehrerlebniszentrum Augsburg

Augsburg erlitt im Zweiten Weltkrieg durch Luftangriffe schwere Schäden, vor allem weil die Stadt Sitz wichtiger Rüstungsunternehmen (unter anderem Messerschmitt AG und MAN) war. Augsburg wurde mehr als zehnmal bombardiert und war zwei großen Luftangriffen ausgesetzt. Befehlshintergrund der Angriffe war die „Anweisung zum Flächenbombardement“ (Area Bombing Directive) des britischen Luftfahrtministeriums vom 14. Februar 1942.

## Angriffe
Beim ersten kleinen Angriff am 17. August 1940 warf die Royal Air Force sechs Bomben ab.

### 17. April 1942

#### Bedeutung
Der Luftangriff vom 17. April 1942 (Operation „Margin“) gilt als einer der waghalsigsten des gesamten Zweiten Weltkrieges. Ziel war das MAN-Werk. Das RAF Bomber Command wollte die Produktionsstätte von Schiffsdieselmotoren für U-Boote treffen und gleichzeitig die Fähigkeiten ihrer neuen Bomber vom Typ Avro Lancaster testen. Der unerwartet und präzise bei Tag tief im Feindesland ausgeführte Angriff sollte außerdem Angst und Schrecken verbreiten. Man versprach sich davon auf britischer Seite einen Propagandaerfolg. Augsburg wurde ausgewählt, da die am Lech gelegenen Fabrikhallen gut zu erkennen waren und die Stadt zu der Zeit nur einen relativ schwachen Flak-Schutz aufwies.

#### Ablauf

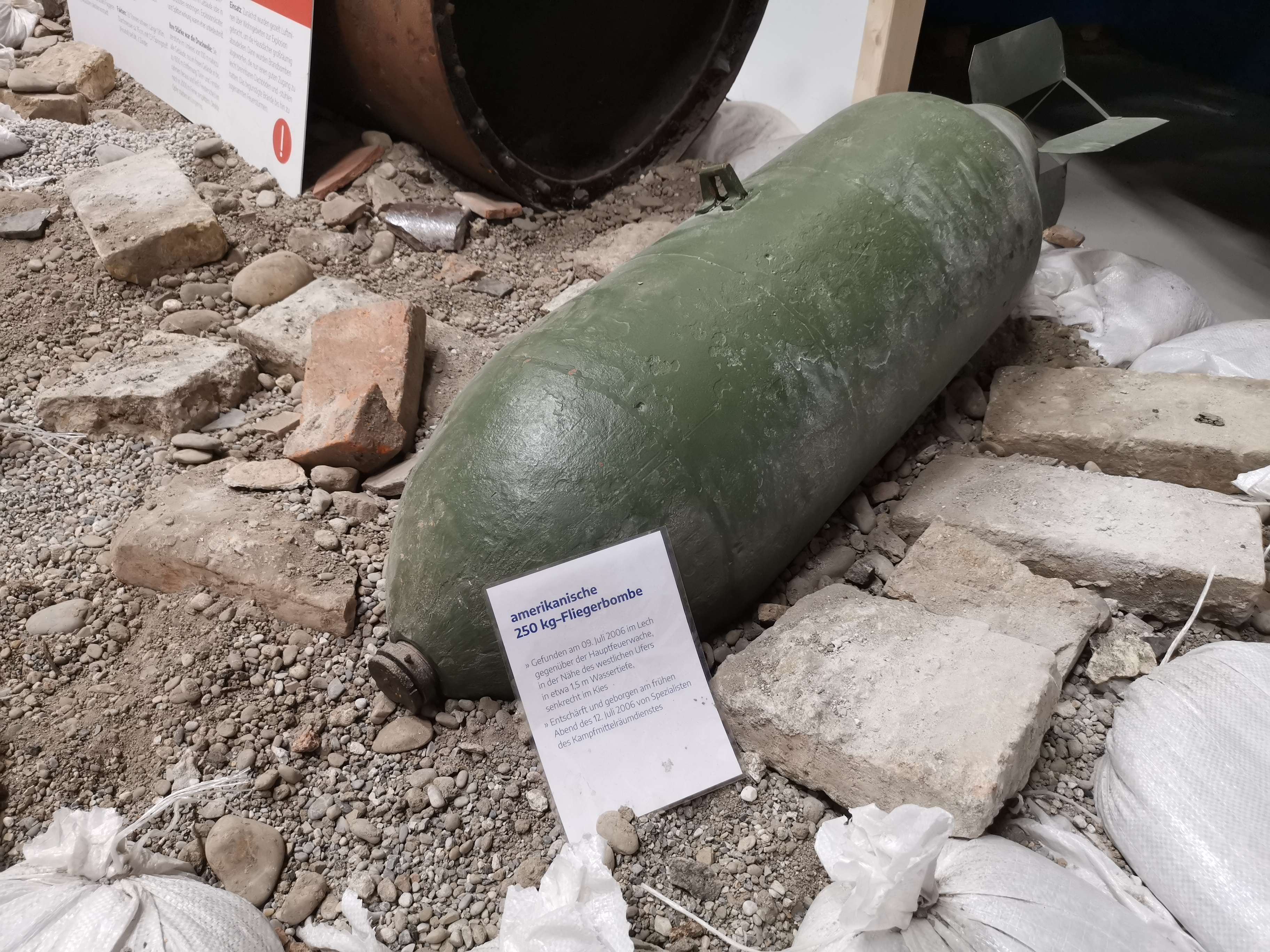
Amerikanische 250 kg-Sprengbombe in einer Ausstellung in Augsburg

Der Anflug der in Waddington und Woodhall Spa stationierten Bomber fand am helllichten Tag ohne Eskorte statt, zunächst über den Ärmelkanal in nur 15 Metern (50 feet) Flughöhe, um das Radar zu unterfliegen und den Angriff durch deutsche Jagdflugzeuge zu erschweren, dann über Frankreich. Vier Bomber wurden jedoch bereits über Frankreich bei Sens abgeschossen.
Die acht übrigen Flugzeuge begannen den tatsächlichen Angriff auf die MAN um 20:00 Uhr aus zwei Kilometern Höhe. Sie sanken schnell auf Bodennähe, um sich der Flak zu entziehen. Die Flughöhe war so niedrig, dass die Flak beim Versuch, die Flugzeuge zu treffen, so niedrig zielte, dass sie sogar Häuser traf. Jedes Flugzeug trug vier 450-kg-Bomben. Zwei Lancaster stürzten während des Angriffs ab, eine kurz danach.

#### Direkte Folgen
Zunächst als Erfolg deklariert, führte die Bombardierung jedoch nur zu einem mehrwöchigen Ausfall der Motorenproduktion. Fünf Bomben versagten, nur wenige Maschinen in der Produktion wurden tatsächlich zerstört. Auch die Papierfabrik Haindl und die mechanische Baumwollspinnerei und Weberei wurden unbeabsichtigt leicht getroffen. Zwölf Augsburger starben bei dem Angriff, über 20 wurden verletzt. Die Royal Air Force führte danach keinen vergleichbaren Angriff mehr durch.

### 25./26. Februar 1944

#### Bedeutung

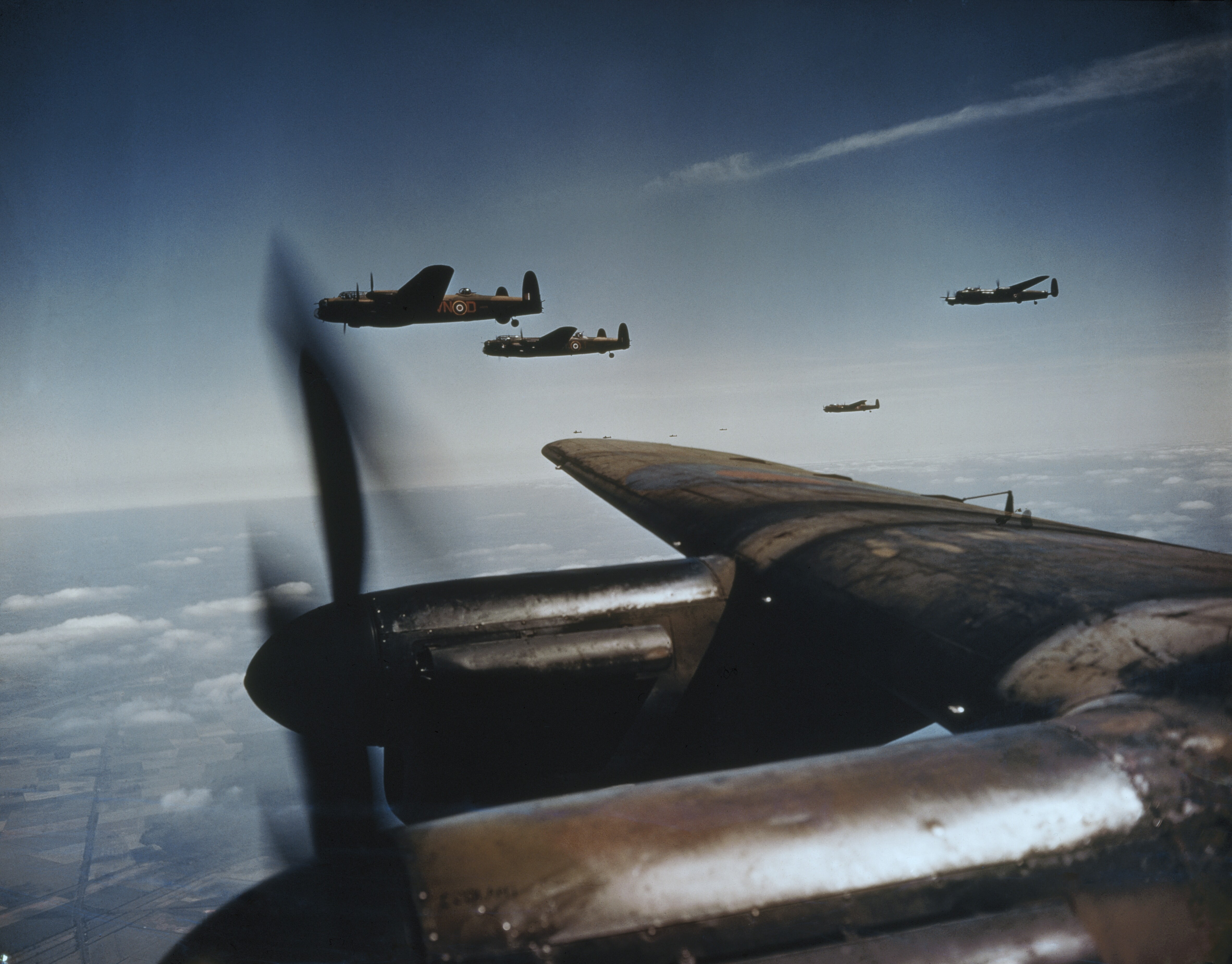
Britische Bomber vom Typ Avro Lancaster

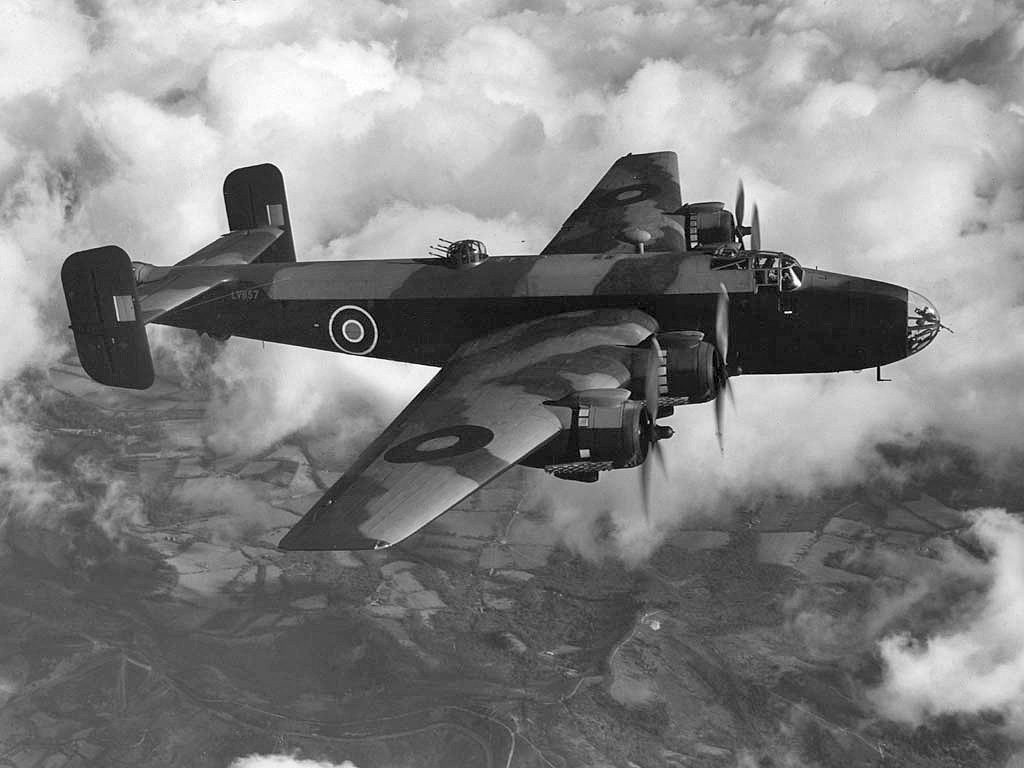
Britischer Bomber vom Typ Handley Page Halifax

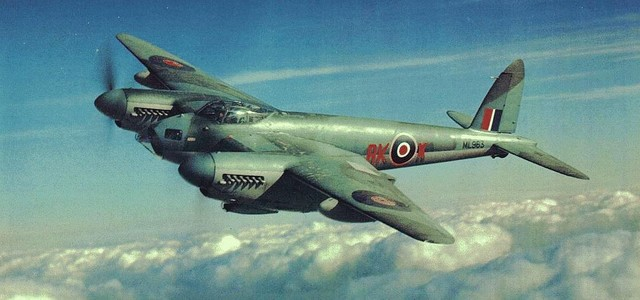
Britischer Bomber vom Typ De Havilland Mosquito

Beim größten, verheerenden Bombenangriff in der Nacht vom 25. auf den 26. Februar 1944 wurden einige Bereiche der Augsburger Innenstadt zerstört. Der Angriff galt den Messerschmitt-Werken im Süden der Stadt und unter anderem dem Hauptbahnhof als süddeutschem Eisenbahnknotenpunkt.

#### Ablauf
Der Angriff auf Augsburg wurde mit 594 Flugzeugen durchgeführt, 461 Lancaster, 123 Halifax und 10 Mosquito. 17 Flugzeuge wurden abgeschossen, vier durch Kollisionen zerstört. Die Gegenwehr durch Flugabwehrkanonen war nicht sehr stark.
Der Angriff galt zwar wegen seiner unerwarteten Genauigkeit militärisch als erfolgreich, die Folgen des Angriffs in dieser klaren Nacht für die Zivilbevölkerung und das historische Stadtzentrum waren jedoch verheerend – jedoch ein durchaus in Kauf genommener Aspekt des so genannten moral bombings. Aufgrund des starken Frostes, etwa −20 °C, und weil die wenigen verfügbaren Löschkräfte in die am stärksten betroffenen Bereiche des eng bebauten Lechviertels – unter Preisgabe vieler historischer Baudenkmäler in der Oberstadt – zusammengezogen wurden, konnte der gefürchtete Feuersturm verhindert werden.
Das Bombardement erfolgte in zwei Wellen. Am 25. Februar um 14.00 Uhr warfen 199 amerikanische Flugzeuge 370 Tonnen Sprengstoff-Bomben und 134 Tonnen Brandmittel ab. Dadurch starben 130 Augsburger und 250 KZ-Häftlinge. Der Angriff war Teil der Operation „Big Week“, welche die deutsche Rüstungsindustrie treffen sollte.
In der „Bombennacht“ setzten die amerikanischen und britischen Angreifer dann 250.000 Stabbrandbomben, 45.000 Phosphorkanister, 12.000 Flüssigkeitsbomben und 240 Sprengbomben ein. Um ca. 22 Uhr überflogen 248 Lancaster Augsburg, drei Stunden später 130 Lancaster und 115 Halifax. Nicht alle Augsburger hatten mit dieser zweiten, nächtlichen Welle gerechnet.

#### Direkte Folgen
Bei diesen Bombardements starben 730 Menschen und 1335 wurden verletzt. 85.000 Augsburger wurden obdachlos, fast ein Viertel aller Wohnungen war zerstört. Es gab 246 große und mittlere sowie 820 kleine Feuer. Aufgrund zugefrorener Wasserflächen und Hydranten wurde die Brandbekämpfung erschwert, die Temperatur betrug minus 18 Grad Celsius.

### Januar 1945
Ein weiterer Luftangriff auf Augsburg erfolgte am 15. Januar 1945. Ziel des Luftangriffs waren Fabriken und Bahnanlagen. 129 Menschen kamen dabei ums Leben. Dabei fielen auch rund 70 Brandbomben auf die Volksbücherei (heute Staats- und Stadtbibliothek) in der Schaezlerstraße, wodurch etwa 800 historische Mehrfachexemplare beschädigt wurden.

### Februar 1945
Am 22. und 23. Februar 1945 wurde das Bahngelände angegriffen und schwer beschädigt. Am 27. Februar traf ein Bombardement das Bahnbetriebswerk.
Die Angriffe am 22. und 23. Februar waren Teil der Operation Clarion der United States Army Air Forces. Mit dieser sollte in einer gemeinsamen Aktion innerhalb von nur zwei Tagen alle verfügbaren Verkehrsmittel der Deutschen zerstört werden. Insgesamt mehrere tausend Flugzeuge griffen Eisenbahnlinien, Brücken, Häfen und Straßen an.
Bereits am 27. Februar 1945 folgte ein weiterer Luftangriff auf die Bahnanlagen und das Hochfeld. Insgesamt 172 Menschen wurden dabei getötet.

### März 1945
Der März begann mit einem erneuten Luftangriff. So fielen am 1. März 1945 die Bomben insbesondere auf das Hochfeld. 28 Menschen kommen dabei ums Leben.

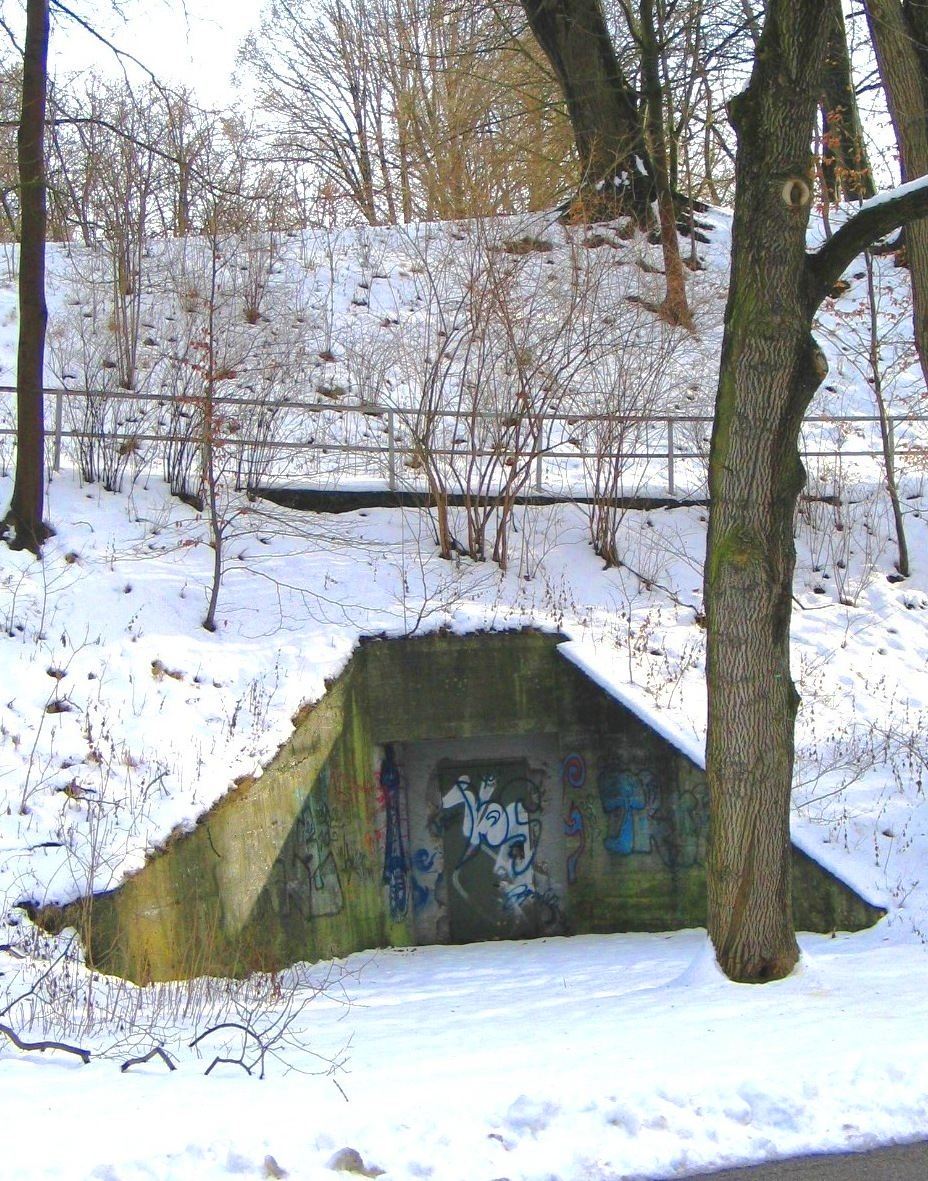
Bunkereingang heute

### April 1945
Zwei Wochen vor Einmarsch der Amerikaner fielen am 13. April 1945 nochmal Bomben auf Augsburg. Sie gingen überwiegend in Haunstetten nieder und zerstören dort unter anderem die Turnhalle des TSV Haunstetten.
Am 22. April 1945 wurden die Werkhallen der MAN unter Beschuss genommen. Der Luftangriff forderte keine Menschenleben, richtete jedoch Schäden an den Gebäuden an.

## Auswirkungen der Bombardements
Nach dem Angriff von 1944 verließ fast die Hälfte der Bevölkerung die Stadt. Erst nach dem Angriff wurde ein Luftschutzstollen für 1.200 Menschen unter dem Wittelsbacher Park angelegt.
Insbesondere nach den verheerenden Angriffen vom 25. auf den 26. Februar 1944 setzte die Kinderlandverschickung in Augsburg ein. Die Augsburger Schüler wurden nach Neuburg an der Donau, Donauwörth sowie ins Allgäu gebracht. Erst ab Mai 1945 kehrten die Schüler wieder nach Augsburg zurück.
Einige Teile der historischen Augsburger Innenstadt wurden bis zum Kriegsende zerstört, unter anderem ein großräumiger Bereich um das Augsburger Rathaus mit ehemaligem Börsengebäude und Stern-Kloster. Der Platz, den das Gebäude eingenommen hatte, prägt nach Abriss der Ruinen in den 1960er Jahren und einer aufgrund von Bürgerprotesten gescheiterten Wiederbebauung heute als – städtebaulich weitgehend ungefasster – Rathausplatz das Bild der Stadt. Er ist somit die weitaus größte Nachkriegsbrache im Zentrum der Stadt.
Auch nach Kriegsende werden noch Blindgänger gefunden. So führte der Fund einer 1,8 Tonnen schweren Luftmine zur Evakuierung in Augsburg am 25. Dezember 2016.

## Verbleib der Opfer

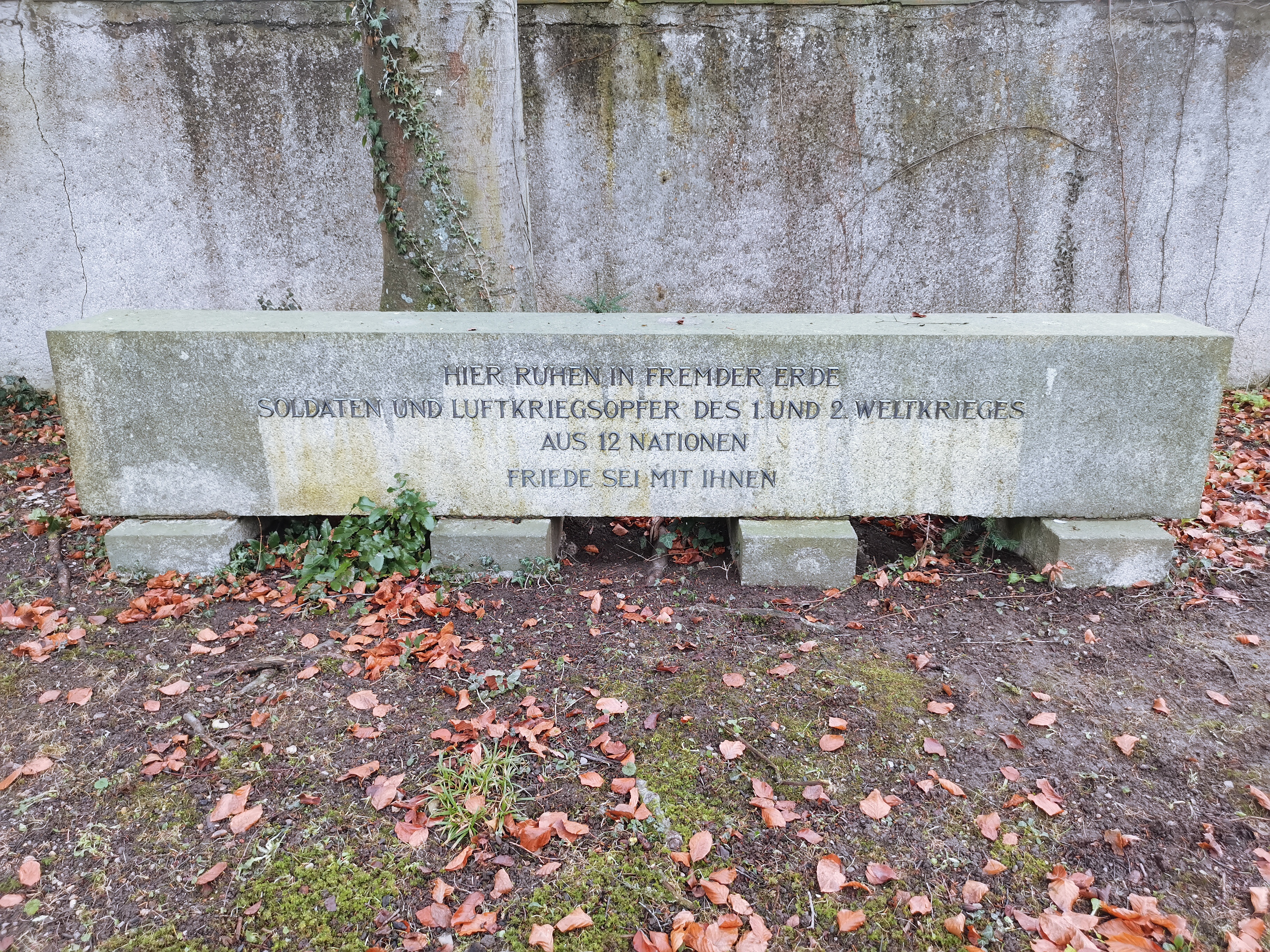
Gedenkstein für Luftkriegsopfer aus zwölf Nationen

Zahlreiche Opfer der Luftangriffe wurden auf dem Westfriedhof von Augsburg bestattet. Auf dem Friedhof befinden sich heute fünf Grabfelder für Opfer der Weltkriege, bzw. von KZ-Häftlingen. Ein Gräberfeld zum Zweiten Weltkrieg im nördlichen Teil des Friedhofes verzeichnet 362 Bombenopfer aus Deutschland.
Östlich des Krematoriums befindet sich ein Grabfeld mit einem Denkmal für Opfer aus zwölf Nationen. Dabei handelt es sich vielfach um Zwangsarbeiter in Rüstungsbetrieben, denen während der Luftangriffe der Zugang zu Schutzräumen versagt blieb.
Ein drittes Gräberfeld mit einem Denkmal enthält u. a. Häftlinge des KZ-Außenlagers Augsburg-Pfersee, die als Zwangsarbeiter beim Angriff auf die Messerschmittwerke in Haunstetten umkamen.
Auf dem katholischen Friedhof im Augsburger Stadtteil Kriegshaber werden die Namen von örtlichen Bombenopfern neben den Namen von Soldaten aufgelistet. Bei dem neuen Denkmal wurde der Zusatz Bombenopfer weggelassen.

## Literatur

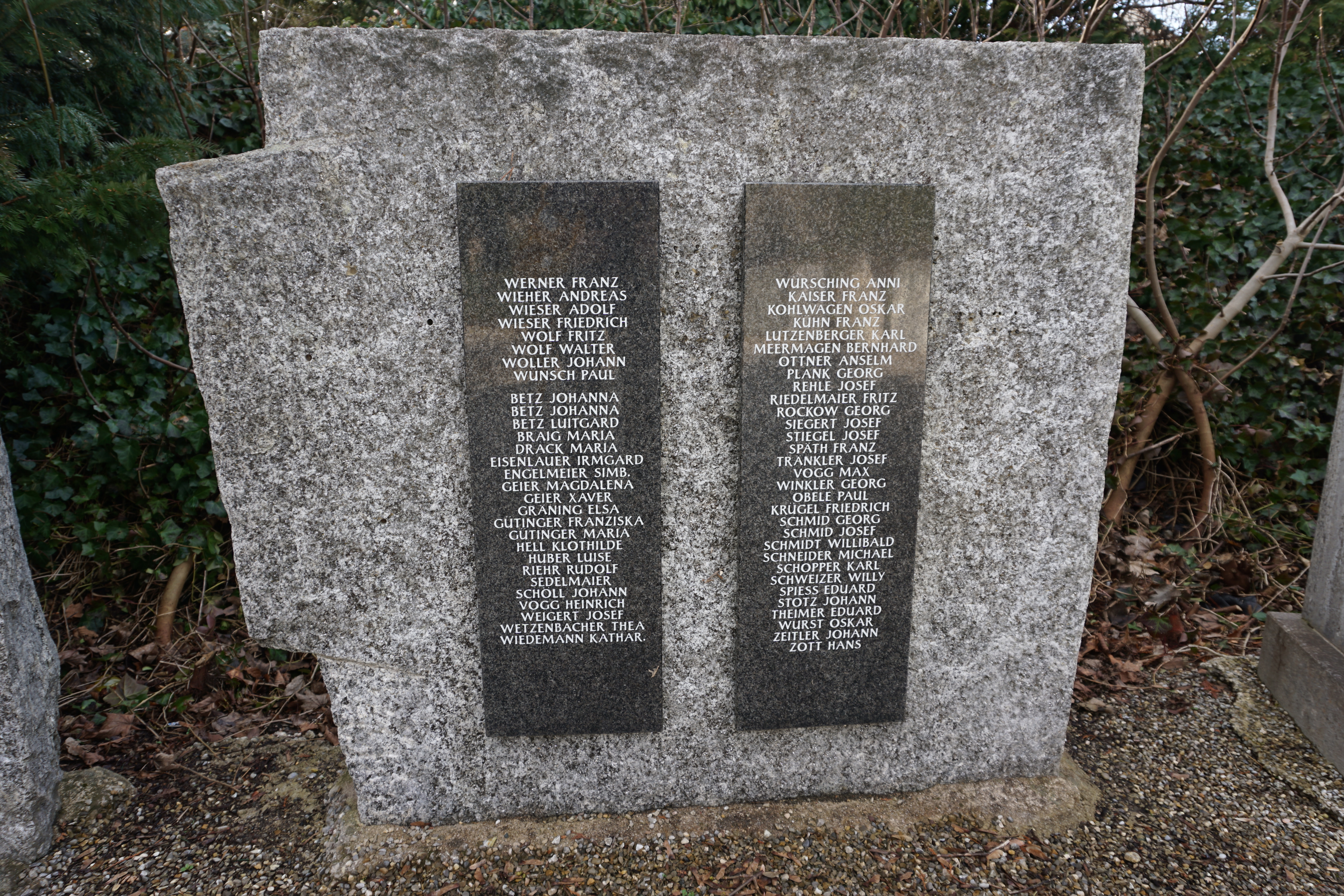
Namen von Bombenopfern auf dem katholischen Friedhof in Augsburg-Kriegshaber